# Уичито
Уи́чито (англ. Wichita [ˈwɪtʃɪtɔː]) — город в США, крупнейший населённый пункт штата Канзас. Расположен в южной части штата Канзас на реке Арканзас в округе Седжуик.
Население города составляет более 360 тысяч человек, что делает его 51-м по величине в США.

## Название
Официальное русское название города «Уичито» (с окончанием -о) соответствует реальному американскому произношению этого названия и употребляется на всех русскоязычных картах США, а также во всех географических энциклопедиях, опубликованных в России.

## История
Город был основан в 1870 году предпринимателями, которые вели бизнес с коренными жителями племени уичита, от которого и произошло название города. Они же создали Чизхолмскую дорогу, предназначенную для передвижения крупного рогатого скота. Дорога позволила соединить северные рынки страны с восточными.
В начале XX века Клайд Сессна и Уолтер Бич начали разрабатывать проекты, напрямую связанные с полётами, что дало Уичитo прозвище Авиационная столица мира (англ. The Air Capital Of The World). К началу 1930-х годов в городе появились такие производители самолётов, как Stearman, Cessna, Mooney и Beech. В настоящее время Cessna и Hawker Beechcraft по-прежнему базируются в Уичитo, наряду с Learjet и Spirit AeroSystems. Здесь же расположены филиалы Airbus и Боинг.
Также Уичитo — один из важнейших культурных и развлекательных центров в Канзасе. Ночные клубы, рестораны, торговые центры, музеи, парки — всё это является неотъемлемой частью жизни города. В центре Уичито построена арена на 15 000 мест, строительство которой завершено в 2010 году.
В июле 2006 года в журналах CNN/Money и Money Magazine Уичитo занимал 9-е место в рейтинге Top 10 крупных городов США по привлекательности жизни. А в 2008 году журнал MSN Real Estate назвал его Лучшим недорогим городом в США.
Пять раз (1961, 1993, 1999, 2009, 2019) город был награждён премией All-America City Award (с англ. — «Всеамериканский город») присуждаемой Национальной гражданской лигой, которую неофициально называют «Нобелевской премией за конструктивное гражданство» и которая выдается за активную гражданскую позицию жителей некорпоративных сообществ Соединённых Штатов в жизни местного самоуправления.

## География
Согласно Бюро переписи населения США, город занимает площадь 423,7 км², из которых 11,14 км² приходится на воду.
Уичито располагается на Среднем Западе США. Географически находится на границе Великих равнин и Центральных равнин. Область образована речными, преимущественно песчаными, отложениями рек. Река Арканзас протекает с севера на юг и условно делит город на западную и восточную части. Пересекая город, Арканзас пополняется несколькими притоками, крупнейший из которых Малый Арканзас, впадающий в Арканзас непосредственно на западе от центра города. С севера на юг западной части города проведён канал Valley Center Floodway, в простонародье «Большая канава» (Big Ditch), который отводит часть реки Арканзас, и возвращает водный поток уже за пределами города, на юге. Этот и ещё один водоканал являются защитной системой города от наводнений.

## Климат
Уичито располагается в континентальном климате, с жарким, сухим летом и прохладной, но сухой зимой. В течение года температура колеблется в среднем от −7 °C в январе до 40 °C в июле. Средняя максимальная температура составляет 32 °C (приблизительно 64 дня в году) и иногда достигает 40 °C (14 дней в году). Средняя минимальная температура составляет 0 °C (приблизительно 108 дней в году). Падение температуры происходит в конце октября — начале ноября, а повышение — в середине апреля.
В городе выпадает в среднем более 760 мм осадков ежегодно, основная часть которых приходится на май — июнь. Ежегодная сумма осадков колеблется от 560 до 1000 мм в зависимости от района. Осадки выпадают в среднем 88 дней в году. На зимние снегопады приходится в среднем 43 см, на дожди — 20 см. В среднем 18 дней в году на улицах лежит снег глубиной по меньшей мере 1 дюйм.
Город уязвим для суровых погодных условий: в период с марта по июнь проходят частые грозы, которые иногда сопровождаются градом, а иногда и торнадо. 26 апреля 1991 на территории США одновременно действовало 55 торнадо, большая часть которых пришлась на Оклахому и Канзас. В Оклахоме погибли 2 человека, в Канзасе — 19. 3 мая 1999 по территории Оклахомы и Канзаса прошёл торнадо мощностью F4. В Оклахоме погибли 40 человек, в Канзасе — 6, в Теннесси — 3, в Техасе — 1.
| Показатель                                   | Янв.  | Фев.  | Март  | Апр. | Май  | Июнь | Июль | Авг. | Сен. | Окт. | Нояб. | Дек.  | Год   |
| -------------------------------------------- | ----- | ----- | ----- | ---- | ---- | ---- | ---- | ---- | ---- | ---- | ----- | ----- | ----- |
| Абсолютный максимум, °C                      | 23,8  | 30,5  | 33,3  | 36,6 | 37,7 | 43,3 | 45,0 | 45,5 | 42,2 | 36,1 | 30,0  | 28,3  | 45,5  |
| Средний суточный максимум, °C                | 4,5   | 8,4   | 14,0  | 19,3 | 24,4 | 30,6 | 33,8 | 33,1 | 27,8 | 21,2 | 15,5  | 6,1   | 19,6  |
| Средняя температура, °C                      | −1    | 2,3   | 7,6   | 12,9 | 18,3 | 24,1 | 27,2 | 26,5 | 21,4 | 14,7 | 7,2   | 0,8   | 13,4  |
| Средний суточный минимум, °C                 | −6,5  | −3,7  | 1,3   | 6,5  | 12,2 | 17,7 | 20,6 | 19,9 | 15,1 | 8,2  | 1,0   | −4,4  | 7,3   |
| Абсолютный минимум, °C                       | −29,4 | −29,4 | −18,8 | −9,4 | −0,5 | 6,1  | 10,5 | 8,8  | −0,5 | −7,7 | −17,2 | −26,6 | −29,4 |
| Норма осадков, мм                            | 16    | 15    | 54    | 58   | 82   | 94   | 95   | 54   | 53   | 49   | 45    | 25    | 752   |
| Источник: U.S. National Climatic Data Center |       |       |       |      |      |      |      |      |      |      |       |       |       |

## Демография
| Численность населения | Численность населения | Численность населения | Численность населения | Численность населения | Численность населения | Численность населения |
| 1880                  | 1890                  | 1900                  | 1910                  | 1920                  | 1930                  | 1940                  |
| --------------------- | --------------------- | --------------------- | --------------------- | --------------------- | --------------------- | --------------------- |
| 4911                  | ↗23 853               | ↗24 671               | ↗52 450               | ↗72 217               | ↗111 110              | ↗114 966              |
| 1950                  | 1960                  | 1970                  | 1980                  | 1990                  | 2000                  | 2020                  |
| ↗168 279              | ↗254 698              | ↗276 554              | ↗279 272              | ↗304 011              | ↗344 284              | ↗397 532              |

Население Уичито составило 357698 человек в 2006, за последние 6 лет увеличившись на 6188 человек, или на 1,8 %. Население Уичитской агломерации, включающей в себя округа Седжвик, Батлер, Харви и Самнер, составило 596452 человека, 245159 домашних хозяйств, что делает её 84-й по размерам в США.
По итогам переписи населения в 2000, в городе проживало 344284 человека, 139087 домашних хозяйств и 87763 семьи. Плотность населения 2536.1 человек на квадратную милю (979.2/км²). Были 152119 единиц жилья при средней плотности 1120.6 единиц на квадратную милю (300.3/км²). Расовый состав населения города — 75,20 % белых, 15,62 % афроамериканцев, 1,16 % коренных американцев, 3,96 % азиатов, 0,06 % жителей тихоокеанских островов, 5,10 % жителей прочих рас и 3,10 % жителей смешанных рас. Испаноязычные или жители латиноамериканского происхождения составляют 9,62 % от общей численности населения.
В городе 139087 домашних хозяйств, из них 32,1 % имели детей в возрасте до 18 лет, 47,3 % — состояли в браке и жили совместно, 11,6 % — женщины-одиночки, а 36,9 % — не имели семей. 31,2 % всех домохозяйств состоят из одного человека, 9,3 % — лица старше 65 лет, живущие в одиночку. Средний размер домохозяйства — 2,44 человека, а средний размер семьи — 3,10 человек.
Возрастной состав населения города — 27,1 % жителей в возрасте до 18 лет, 10,1 % — от 18 по 24, 30,7 % — от 25 до 44 лет, 20,2 % — от 45 до 64 лет и 11,9 % — 65 лет и старше. Средний возраст составил 33 года. На каждые 100 женщин приходилось 97,1 мужчины. На каждые 100 женщин возрастом старше 18 лет приходилось 94,6 мужчины.
Среднегодовой доход домашних хозяйств в городе составил $ 39939, а среднегодовой доход семей — $ 49247. У мужчин среднегодовой доход составляет $ 36457 против $ 20288 у женщин. Среднегодовой доход на душу населения в городе составил $ 20647. 8,4 % семей и 11,2 % населения находились ниже черты бедности, в том числе 14,4 % — лица в возрасте до 18 лет и 7,6 % — лица старше 65 лет.

## Транспорт
Большинство населения Уичито совершает путешествия по Канзасу на автомобилях. Рядом с городом проходят автомагистрали The Kansas Turnpike (Interstate 35), Interstate 135, Interstate 235, и шоссейные дороги US Route 54/400 и K-96.
В городе проходят 18 автобусных маршрутов, по которым передвигается 51 автобус.
Ближайшая Amtrak-станция находится в Ньютоне, штат Канзас, расположенном на 32 километра севернее Уичито, она осуществляет перевозки в юго-западном направлении (между Лос-Анджелесом и Чикаго). Кроме того, планируется ввести в эксплуатацию участок железной дороги между Ньютоном и Оклахомой-Сити.
В Уичито расположен крупнейший аэропорт в штате Канзас, Wichita Mid-Continent Airport. Рейсы в другие города осуществляются с помощью 9 коммерческих перевозчиков. В настоящее время Wichita Mid-Continent Airport перевозит приблизительно 1,6 миллиона пассажиров ежегодно. Также к услугам жителей Уичито предоставлен Colonel James Jabara Airport, расположенный в 14 километрах к северо-востоку от города.

## Внутреннее деление
Центр Уичито ограничивается рекой Арканзас с востока, Вашингтон-стрит — с запада, Келлогг-авеню — с севера и 13-й стрит с юга. Его достопримечательностями являются Century II, The Garvey Center и The Epic Center. Особую значимость представляет Старый городок (Old Town), занимающий по площади 2-3 квадратные мили.
Наиболее примечательные районы Уичито — Риверсайд и Колледж Хилл. Риверсайд расположен к северо-западу от центра города, на реке Арканзас, и окружает Риверсайд Парк площадью 0,49 км². Колледж Хилл расположен к востоку от центра города и к югу от Уичитского штатного университета. Колледж Хилл является одним из наиболее исторических кварталов, наряду с Делэно на западе и Мидтауном на севере Уичито.
Также в состав Уичито входит небольшой городок Истборо, расположенный к востоку от Колледж Хилл.
В городе расположены два крупных торговых центра — Таун Ист Сквер и Таун Уэст Сквер, расположенные соответственно на востоке и западе города. Они являются собственностью Simon Property Group. В каждом из них размещено более 100 магазинов и ресторанов. Также в Уичито есть Bradley Fair Mall, в котором размещено 57 магазинов и ресторанов.

## Культура
Уичито является культурным центром штата Канзас. Художественный музей Уичито, Музыкальный театр Уичито, Уичитский симфонический оркестр, Театр Орфея составляют основную культурную ценность города. С 1972 года ежегодно проводится джазовый фестиваль. 
В Старом городке, Делано и Саут Коммерси-стрит расположены художественные галереи.
Уичито — родной город известной хеви-металической группы Manilla Road.

## Компании, основаные в городе.
В 1901 году в городе была основана компания Coleman Company, Inc. — она специализируется на товарах для отдыха на природе, а также снаряжении для походов и кемпинга.

## Города-побратимы
- Мексика: Канкун, Тлальнепантла-де-Бас
- Китай: Кайфэн
- Франция: Орлеан[11]